# 라레스

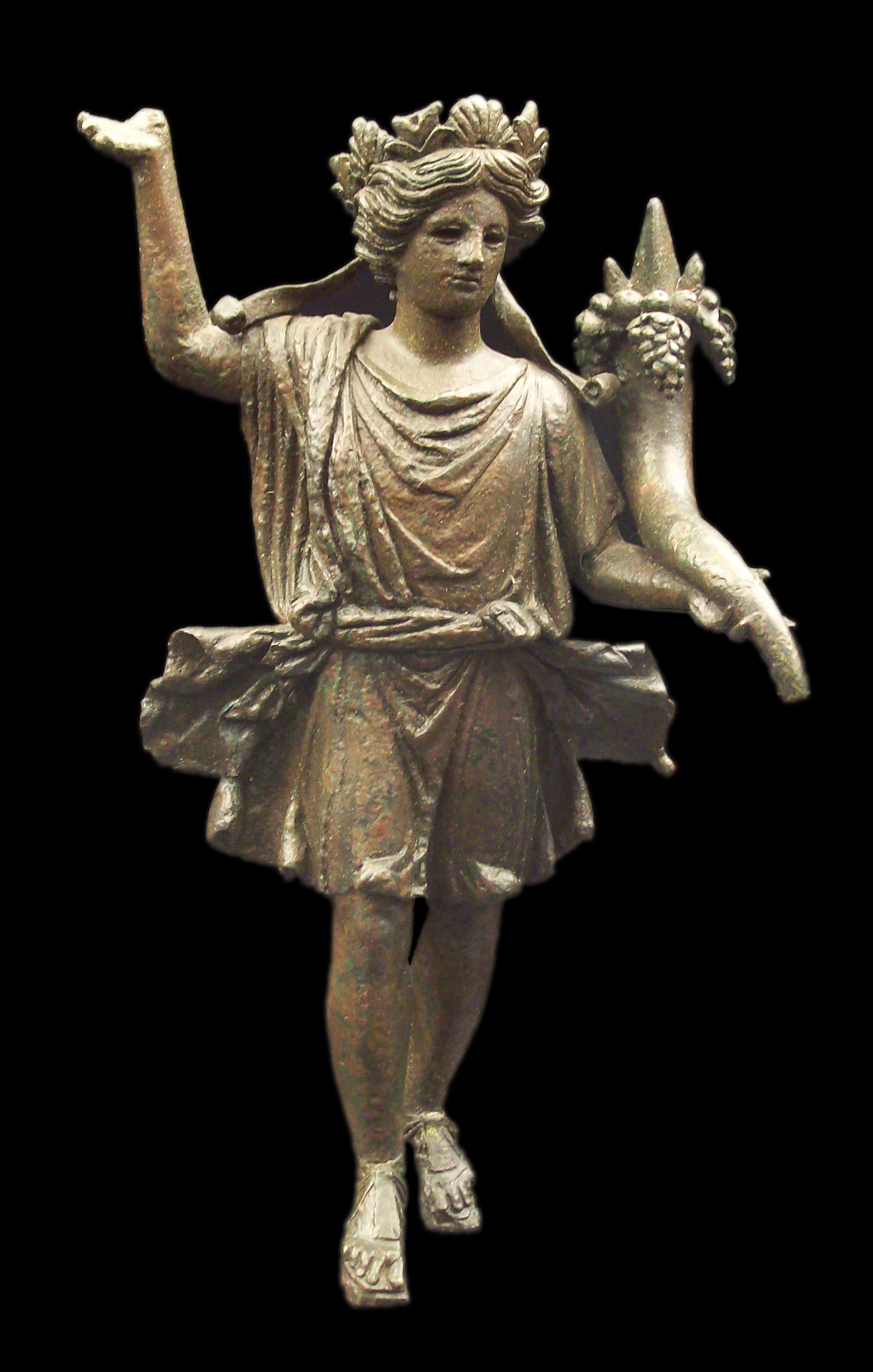
1세기 초 로마령 스페인의 악사티아나(Axatiana, 로라델리오)의 코르누코피아를 들고 있는 라레스 (스페인 국립 고고학 박물관 소장)

라레스(Lares)는 고대 로마 시대의 수호신인 신들 (복수)이다. 단수는 라르 (Lar). 그 기원은 잘 알려져 있지 않다.

## 같이 보기
- 메리 비어드